# Enrique Cáceres
Enrique Cáceres (Buenos Aires, 20 marzo 1974) è un arbitro di calcio paraguaiano.

## Carriera
Internazionale dal 2010, nel 2015 viene selezionato per la Copa América, dove dirige due incontri della fase a gironi (Messico-Bolivia e Brasile-Venezuela).
L'anno successivo viene nuovamente selezionato per la Copa América, dove dirige un incontro della fase a gironi, più la semifinale tra Stati Uniti e Argentina.
Nel dicembre 2016 è selezionato dalla FIFA in vista della Coppa del mondo per club FIFA 2016, manifestazione in cui dirige una semifinale.
Il 29 marzo 2018 viene selezionato ufficialmente dalla FIFA per i mondiali di Russia 2018. In Russia dirige due gare della fase a gironi.